# Château de Charry
Le château de Charry est un château situé à Montcuq, dans le département du Lot, en France.

## Historique
Le château a été construit par la famille Charry qui est une famille de marchands de Montcuq. Un membre de cette famille est consul de Montcuq en 1336. Ils vont progressivement accéder à la noblesse au milieu du XVe siècle. Pons de Charry, marié à Jeanne de La Dugie, est qualifié de donzel vers 1460. 
Augier de Charry, son fils, marié à Fine del Castanhier d'Aucastels, est capitaine de Montcuq et de Lauzerte. Il habite dans le repaire de Malmon-le-Petit qui est déjà appelé Charry en 1519. Il a fondé une famille essentiellement militaire qui, après atteint son apogée au XVIe siècle, va décliner jusqu'à connaître la misère au XVIIIe siècle.
Le premier château a été construit dans la seconde moitié du XVe siècle avec un donjon flanqué de deux tours polygonales. Il est protégé par une enceinte dont il subsiste la troisième tour ronde et la barbacane. 
Au XVIe siècle, une nouvelle famille acquiert le château. Jacques de Prévost, sieur de Charry (1530-1563), a eu une conduite héroïque pendant les guerres d'Italie qui lui vaut d'être surnommé par Montluc, de « Second Bayard ». Catherine de Médicis lui a confié l'organisation du Régiment des Gardes françaises chargé de la protection du roi Charles IX. Il a été assassiné en 1563, sur le pont Saint-Michel, à Paris, sur l'instigation de d'Andelot, frère de Gaspard de Coligny par M. du Châtelier-Potaut. Catherine de Médicis l'a fait inhumer dans le chœur de Notre-Dame de Paris. Sa nièce, Peyrone de Charry, a épousé Jean de Vezins, sénéchal de Quercy.
Le château a été modifié au XVIIIe siècle par l'ajout de deux corps de logis.
La famille Charry a conservé la seigneurie jusqu'à la Révolution. Le château est ensuite passé aux Lavaur de Charry. 
Sous Louis-Philippe a été ajouté le corps de bâtiment raccordant le bâtiment principal et la tour ronde du rempart.
Le château est acquis au XXe siècle par le colonel Bonnafous de Caminel qui a commencé la restauration du château qui avait été mal entretenu. Les propriétaires ayant acquis le château en 1984 ont remis en état le château.
L'édifice est inscrit au titre des monuments historiques le 6 octobre 1976,. L'écrivain anglais David Garnett était locataire d'une partie de la propriété et y est mort en 1981,.